# Henri Courtine
Henri Courtine (11 de mayo de 1930-20 de febrero de 2021) fue un deportista francés que compitió en judo.
Ganó una medalla en el Campeonato Mundial de Judo de 1956, y siete medallas en el Campeonato Europeo de Judo entre los años 1952 y 1962.
Fue pionero de este deporte en Francia y el único en 10.º dan de su país. Entre 1966 y 1972 fue el entrenador del equipo nacional de yudo.

## Palmarés internacional
| Campeonato Mundial | Campeonato Mundial      | Campeonato Mundial | Campeonato Mundial |
| Año                | Lugar                   | Medalla            | Categoría          |
| ------------------ | ----------------------- | ------------------ | ------------------ |
| 1956               | Tokio (Japón)           | Medalla de bronce  | Abierta            |
| Campeonato Europeo |                         |                    |                    |
| Año                | Lugar                   | Medalla            | Categoría          |
| 1952               | París (Francia)         | Medalla de oro     | –70 kg             |
| 1954               | Bruselas (Bélgica)      | Medalla de plata   | Abierta            |
| 1955               | París (Francia)         | Medalla de plata   | 3.er dan           |
| 1957               | Róterdam (Países Bajos) | Medalla de plata   | 4.º dan            |
| 1958               | Barcelona (España)      | Medalla de oro     | +80 kg             |
| 1959               | Viena (Austria)         | Medalla de oro     | 4.º dan            |
| 1962               | Essen (RFA)             | Medalla de oro     | –80 kg             |